# 감성매거진 행복한 오후
《감성매거진 행복한 오후》는 2005년 12월 1일부터 2008년 11월 14일까지 방송되었던 고품격 신개념 TV 매거진 버라이어티 프로그램이다.

## 기획의도
- ‘감성매거진 행복한 오후’는 고품격 신개념 TV 매거진 버라이어티 프로그램으로 신변잡기적인 토크쇼나 주입식 정보제공이 아닌 자유롭고 재밌으면서도 품격 있는 오락적 구성으로 ‘독립 인격체 '여성'을 담기 위해 노력했다.

## 기본 코너
- 여자생활 백서 : 여자만 알고 있다? 여자만 모르고 있다? 여자끼리만 알고 있는 속설은 물론, 여자에 관련된 건강, 심리, 미용, 스타일 등 모든 분야에 걸친 알쏭달쏭 의문점들을 풀어나가는 코너로 조금은 엉뚱하고 색다른 지식들을 소개하고 여자에 대해 다시 한 번 생각할 수 있는 기회를 제공한다.
- 왕영은, 김홍성의 컬러토크 : 화제의 인물은 스튜디오에 초청하는 코너. 11년만에 프로그램 MC로 돌아온 왕영은이 자신만의 편안하고 친근한 이미지를 최대한 살려 다양한 이슈와 화제의 인물을 인터뷰 한다. 초대 손님에게 궁금한 점은 시청자들이 SMS를 통해 직접 질문하고 참여할 수 있는 기회를 마련하여 쌍방향 커뮤니케이션이 가능하도록 한다.

## 요일별 코너
- 월요일 : 특별한 만남 人터뷰, 이것이 대세
- 화요일 : 스타데이트 팬들이 간다, 생생 동의보감
- 수요일 : 솜씨좋은집 시즌2, 홍신애의 톡톡 도시락
- 목요일 : 위클리 연예뉴스, 연예기획
- 금요일 : 스타 건강 줌인

## 방송 시간
| 방송 채널 | 방송 기간                          | 방송 시간                               |
| --------- | ---------------------------------- | --------------------------------------- |
| KBS 2TV   | 2005년 12월 1일 ~ 2005년 12월 2일  | 목요일 ~ 금요일 낮 12시 10분 ~ 1시 30분 |
| KBS 2TV   | 2005년 12월 5일 ~ 2008년 11월 14일 | 매주 평일 낮 12시 10분 ~ 1시 30분       |

## 진행
- 김홍성, 왕영은

## 같이 보기
- 여유만만 (종영)